# Boloria
A Boloria a rovarok (Insecta) osztályának a tarkalepkefélék (Nymphalidae) családjának helikonlepkék (Heliconiinae) alcsaládjában az Argynnini nemzetség egyik neme, a gyöngyházlepkék parafiletikus csoportjának tagja.

## Rendszerezése
A nembe az alábbi fajok tartoznak:
- Boloria acrocnema
- Boloria alaskensis
- Boloria alberta
- fellápi gyöngyházlepke (Boloria aquilonaris)
- Boloria astarte
- Boloria bellona
- Boloria chariclea
- kis gyöngyházlepke (Boloria dia, Clossiana dia)
- Boloria epithore
- Boloria eunomia
- árvácska-gyöngyházlepke (Boloria euphrosyne, Clossiana euphrosyne)
- Boloria freija
- Boloria frigga
- füstös gyöngyházlepke (Boloria improba, Clossiana improba)
- Boloria jerdoni
- Boloria kriemhild
- Boloria napaea
- Boloria natazhati
- havasi gyöngyházlepke (Boloria pales)
- Boloria polaris
- fakó gyöngyházlepke (Boloria selene, Clossiana selene)
- Boloria thore
- Boloria titania